# Le Parfum de l'encens
Pour plus de détails, voir Fiche technique et Distribution.
Le Parfum de l'encens (香華, Kōge) est un film japonais réalisé par Keisuke Kinoshita et sorti en 1964 en deux parties.

## Fiche technique
- Titre : Le Parfum de l'encens
- Titre original : 香華 (Kōge?)[1]
- Réalisation : Keisuke Kinoshita
- Scénario : Keisuke Kinoshita, d'après un roman de Sawako Ariyoshi
- Photographie : Hiroshi Kusuda
- Montage : Yoshi Sugihara
- Direction artistique : Kisaku Itō
- Musique : Chūji Kinoshita
- Production : Keisuke Kinoshita et Masao Shirai
- Société de production : Shōchiku
- Pays d'origine :  Japon
- Langue originale : japonais
- Format : noir et blanc - 2,35:1 - 35 mm - son mono
- Genre : drame
- Durée : 88 minutes + 116 minutes (métrage : 14 bobines - 5527 m[2])
- Date de sortie :
  - Japon : 25 mai 1964[2]

## Distribution
- Mariko Okada : Tomoko
- Nobuko Otowa : Ikuyo
- Kinuyo Tanaka : Tsuna
- Haruko Sugimura : Tarōmaru
- Norihei Miki (ja) : Hachirō
- Gō Katō : Ezaki
- Tomoko Naraoka : la femme d'Ezaki
- Masakazu Tamura : le fils d'Ezaki
- Eiji Okada : Nozawa
- Kazuo Kitamura (ja) : Keisuke
- Eijirō Yanagi : gérant de l'hôtel
- Suisen Ichikawa (ja) : Madame
- Bunta Sugawara : Sugiura
- Kokinji Katsura (ja) : le tailleur

## Récompense
Prix Mainichi du meilleur acteur dans un second rôle pour Norihei Miki (ja)